# 우전진

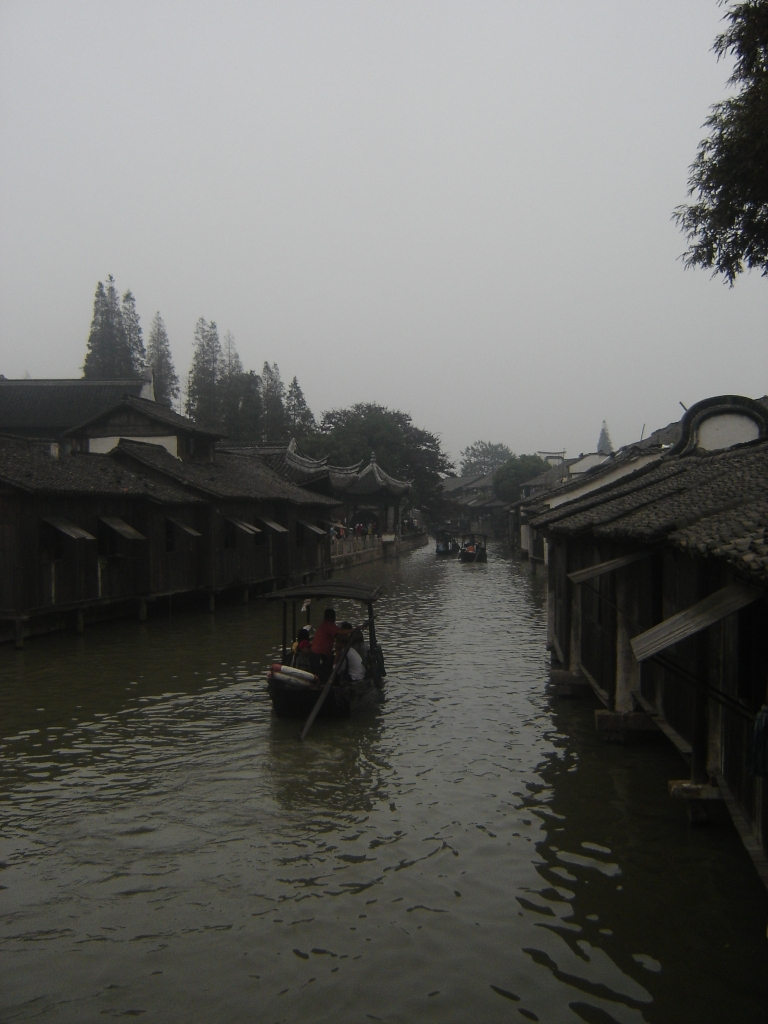
우전의 고전적인 수로와 가옥

우전(중국어: 乌镇, 병음: Wūzhèn)은 중국 저장성 퉁샹시의 수향이다. 항저우와 쑤저우, 상하이를 삼각형으로 묶으면 그 중간에 위치하는 전통적인 강남의 수향이다. 인구는 6,000명 정도에 면적은 46.5평방킬로미터의 작은 마을이며, 장강의 남쪽에 있는 강남육향의 중심 도시이다. 퉁샹 시에서는 17km 거리이다. 2,000년의 역사를 가진 수향답게 고풍스럽고 아늑하게 느껴지는 수로와 돌다리가 인상적이다.
이곳에 사람이 살기 시작한 것은 7,000년 이상이 되었으며, 이로 인해 2003년 중화인민공화국 건설부와 국가문물국은 우전진을 역사문화 명진(名鎭)으로 선정하였다.

## 같이 보기
- 저우장 진